# Bezuinigen
Bezuinigen is het verminderen van uitgaven. De overheid, bedrijven, huishoudens en individuen kunnen bezuinigen.
In de politiek is het een maatregel die politici nemen omdat er een te grote staatsschuld of een te groot begrotingstekort zou zijn. Bezuinigingen leiden deels tot besparingen. Ministeries bezuinigen over het algemeen wanneer uitgaven de opbrengsten dreigen te overtreffen. De kredietcrisis heeft wereldwijd geleid tot bezuinigingen op grote schaal.
Bezuinigingen kennen echter (evenals lastenverzwaringen) een keerzijde. Wanneer de overheid bezuinigt hebben burgers en bedrijven ook minder inkomsten en zullen zij dus ook bezuinigen. Hierdoor lopen bestedingen terug en wordt (volgens de keynesiaanse en neokeynesiaanse visie) economische groei afgeremd. Daarbij bestaat het risico dat men bezuinigt op uitgaven die achteraf nuttig blijken te zijn geweest, waardoor men alsnog nadeel ervaart. Men kan denken aan het ontslaan van een dure maar zeer productieve manager in een onderneming. De onderneming bespaart kosten, maar ziet na korte tijd zijn organisatie in het honderd lopen. Wanneer de overheid besluit een gevangenis niet te bouwen kampt men wellicht na enkele jaren met een cellentekort. En wanneer iemand zich niet meer op vakliteratuur abonneert, bestaat de kans dat er een achterstand in de kennis van de ontwikkeling in het beroep of de branche wordt opgelopen.
Alternatieven voor bezuinigingen door de overheid zijn het doen toenemen van inkomsten door lastenverzwaringen of door verkoop van staatseigendommen (privatisering). Soms is het onderscheid met een lastenverzwaring niet duidelijk. Wanneer bijvoorbeeld de onbelaste reiskostenvergoeding of hypotheekrenteaftrek wordt afgeschaft lijkt het voor de burger een bezuiniging omdat hij een bedrag of teruggave niet meer krijgt. In feite is het echter een belastingverhoging en daarmee een lastenverzwaring. Verder kan men ook het bekostigen van een grote uitgave met een lening niet als een bezuiniging zien, omdat men uiteindelijk meer geld kwijt is door de transactiekosten en rente. Een lening kost geld en verplaatst de uitgave slechts naar de toekomst. 